# خنافس الجعل محبة الرمال
خنافس الجعل محبة الرمال (الاسم العلمي: Ochodaeidae)، فصيلة صغيرة من خنافس جعليات الشكل توجد في كثير من أجزاء العالم.